# Gloria Evangelina Anzaldúa
Gloria Evangelina Anzaldúa (26 de setembre de 1942 – 15 de maig de 2004) era una acadèmica americana de l'anomenada teoria cultural Chicana, la teoria feminista, i la teoria queer. Va basar el seu llibre més conegut, Borderlands/La Frontera: The new Mestiza, en la seva vida transcorreguda entre la frontera de Mèxic i Texas, i va incorporar la seva experiència vital sobre la marginació social i cultural al seu treball.

## Joventut
Anzaldúa nasqué a Rio Grande Valley al sud de Texas el 26 de setembre de 1942, filla d'Urbano Anzaldúa i Amàlia Anzaldúa (nascuda García). El besavi de Gloria Anzaldúa, Sr. Urbano, qui fou jutge de districte del comtat d'Hidalgo, fou el primer propietari del Ranxo Jesús María on va néixer. Sa mare va créixer en un ranxo veí propietat de la seva família anomenat "Los Vergeles" (els jardins). Allà conegué i esposà a Urbano Anzaldúa. Anzaldúa provenia d'una mescla de descendents espanyols - exploradors i colons - que anaren a les Amèriques en el setzè i dissetè segle, i de descendència indígena. El seu cognom prové del basc.
Anzaldúa començà a menstruar amb només tres mesos d'edat, una raresa hormonal que fou la causa d'una parada del creixent a l'edat de dotze anys. Com a nena, hauria portat una faixa dissenyada per la seva mare per tal de dissimular el seu desenvolupament físic precoç. La seva mare també asseguraria que una tela col·locada en la seva roba interior contindria i amagaria la sang en cas de sagnar. Anzaldúa recorda "treia [les teles tacades] fora de la cabana, les rentava, i les penjava a sota d'un cactus perquè ningú les veiés.... Els meus genitals... [eren] sempre un lloc pudent que gotejava sang i havien de ser amagats." Finalment el 1980 fou sotmesa a una histerectomia quan tenia 38 anys que tenia implicacions sobre les anomalies uterines, cervicals, i ovàriques. Reflexionant sobre la seva malaltia, va anunciar: "vaig néixer rara [I was born a queer]"
Quan tenia onze anys, la seva família es va mudar a Hargill, Texas. Malgrat les discriminacions viscudes com a sisena generació de "Tejanas" i com a dona, i malgrat la mort del seu pare d'un accident de cotxe quan tenia catorze anys, Anzaldúa obtingué el seu diploma universitari. El 1968 va rebre un grau en Anglès, Art i Educació Secundària a la Pan American University, i un màster en Anglès i Educació a la Universitat de Texas a Austin. A Austin, es va unir a persones políticament molt actives com són Ricardo Sanchez i Hedwig Gorski, que formaven part dels corrents de poesia cultural i dramatúrgia radical del moment.

## Carrera i obra
Després d'obtenir un Grau (Bachelor of Arts) en anglès de la Pan American University (avui dia Universitat de Texas Rio Grande Valley), Anzaldúa treballà com a professora d'infantil i d'educació especial. El 1977, es va mudar a Califòrnia, on es va mantenir gràcies als seus textos, conferències, i cursos ocasionals sobre feminisme, estudis Chicans, i escriptura creativa a la Universitat Estatal de San Francisco, la Universitat de Califòrnia, Santa Cruz, o la Florida Atlantic University, entre d'altres.
Gloria Anzaldúa és probablement més coneguda per haver coeditat This bridge Called My Back: Writtings by Radical Women of Color (1981) amb Cherríe Moraga, com també l'edició de Making Face, Making Soul/Haciendo Caras: Creative and Critical Perspectives by Women of Color (1990), i finalment coeditant This Bridge We Call Home: Radical Visions for Transformation (2002). També va escriure en to autobiogràfic Borderlands/La Frontera: The New Mestiza (1987). Va estar a punt de completar el manuscrit del llibre, Light in the Dark/Luz en lo Oscuro: Rewriting Identity, Spirituality, Reality, el qual volia presentar com la seva tesi doctoral. Ara ha estat publicat pòstumament per Duke University Press en 2015. També va escriure una sèrie de llibres infantils: Prietita Has a Friend (1991), Friends from the Other Side — Amigos del Otro Lado (1993), i Prietita y La Llorona (1996). A més a més, és autora de diverses obres poètiques i de ficció, entrellaçant l'anglès i el castellà com si fos una sola llengua, idea provinent de la seva teoria de la identitat "borderlands". El seu assaig autobiogràfic, "La Prieta," va ser publicat majoritàriament en anglès en This Bridge Called My Back, i majoritàriament en castellà en Este puente, mi espalda: Voces de mujeres tercermundistas en los Estados Unidos. En la seva escriptura, Anzaldúa utilitza una combinació única de vuit dialectes, dues variacions d'anglès i sis de castellà. D'alguna manera escrivint en "Spanglish," Anzaldúa crea una tasca àrdua pel lector no bilingüe dificultant-li la comprensió completa del text. Aquests sentiments de frustració i irritació que sent el lector anglosaxó s'ha de veure en clau irònica, ja que reflecteix les mateixes emocions que Anzaldúa va haver d'afrontar al llarg de la seva vida, on ha hagut d'esforçar-se per comunicar-se en un país on s'ha sentit castigada pel fet de no ser angloparlant. La llengua, una de les "fronteres" de les que parla Anzaldúa, és una característica essencial del seu estil narratiu. El seu llibre tracta l'orgull del propi patrimoni i el reconeixement de les moltes dimensions de la pròpia cultura.
Va fer contribucions remarcables en el camp del feminisme, la teoria cultural/Chicana i la teoria queer. Una de les seves contribucions més importants fou la introducció del terme mestizaje a les audiències acadèmiques dels Estats Units. Essent aquest un estat que va més enllà de la concepció binaria en l'escriptura i el debat acadèmic. En les seves obres més teòriques, Anzaldúa fa una crida a l'ús del punt de vista de la "new mestiza", concepte que va descriure com un estat individual conscient de les seves identitats conflictives i entrellaçades, per tal de poder ser utilitzat com un nou punt de vista desafiant el pensament binari en el món Occidental. Va assenyalar que havent-se d'identificar amb un sexe etiquetat, perjudica la creativitat i condiciona la validesa o la serietat que les altres persones donen als productes de consum que crea dita persona. El concepte de "new mestiza" és emprat en el feminisme postcolonial. De la mateixa manera que Anzaldúa sentia que no podia ser classificada racialment en un sol estatus, sentia que posseïa una sexualitat múltiple (multi-sexuality). A mesura que anava creixent, Anzaldúa va expressar que sentia una "sexualitat intensa" cap al seu propi pare, els animals, i fins i tot els arbres. Més tard va tenir relacions amb homes i dones.
Mentre en general la raça divideix a les persones, Anzaldúa va demanar a les persones de races diferents d'enfrontar-se a les seves pors per a avançar cap a un món amb menys odi i més utilitat. En La Conciencia de la Mestiza: Towards a New Consciousness, un text sovint utilitzat en estudis de gènere, Anzaldúa insisteix que el separatisme invocat pels Chicanos/Chicanas no fa avançar la causa, però en comptes d'això, manté la mateixa divisió racial. Moltes de les obres d'Anzaldúa desafien l'statu quo dels moviments en els quals s'havia implicat. Els va desafiar en un intent de procurar que el canvi real arribés a tothom més que quedar-se en grups específics. L'acadèmica Ivy Schweitzer va escriure, «la seva teorització de noves línies frontereres o consciència mestissa va contribuir a fer el salt a investigacions en diversos camps —feminista, Americanista [i] postcolonial.»
Anzaldúa escrigué un discurs anomenat “Speaking in Tongues: A Letter to Third World Women Writers" enfocat en el canvi cap a una justa i igualitària representació de gènere en la literatura, però lluny de qüestions racials i culturals a causa de l'augment de teòriques i escriptores. També menciona en l'assaig, el poder de l'escriptura per a crear un món que compensi allò que el món real no ofereix.

### This Bridge Called My Back: La Prieta
L'assaig "La Prieta" tracta sobre la seva experiència - pensaments i horrors - que va constituir la seva vida a Texas. Anzaldúa s'identifica com una entitat sense una casa figurativa i/o amb persones amb qui se senti completament lligada. Per suplir aquesta carència, Anzaldúa creà el seu propi santuari, Mundo Zurdo, on la seva personalitat transcendeix les normes de conducta imposades per relacionar-se amb certs grups. En comptes d'això, en el seu Mundo Zurdo, és com un "Shiva, un cos amb molts braços i cames; un peu en terra marró, un en terreny blanc, un en la societat heterosexual, un en el món gai, el món de l'home i de les dones, una extremitat en el món literari, unes altres en els mons de la classe treballadora, el socialisme, i l'ocultisme". El passatge descriu perfectament el camp de batalla identitari que l'autora va haver de viure durant la seva vida, a causa dels nombrosos conflictes manifestats al llarg del temps. Des de la infància, Anzaldúa va haver de tractar amb la realitat de ser una dona de color. Des del començament, va estar exposada a les discriminacions provinents de la pròpia comunitat, i al racisme i "la por de les dones i la sexualitat" de la seva pròpia família. El racisme en el si de la seva família immediatament la va relegar com "l'altra" perquè no era blanca. Les persones blanques i de pell clara significava prestigi i reialesa, i les de color eren pràcticament l'escòria de la societat (tal com la seva mare criticava la seva prieta festejant amb un mojado del Perú). La casa on va créixer era una representació estereotipada de la família Chicana, en la qual la figura masculina era el cap autoritari, mentre la dona, la mare, estava limitada i encaixada en aquest paradigma. Tot i que Anzaldúa reconeix la posició difícil que la societat blanca i patriarcal ha donat a les dones de color, gais i lesbianes, no els titlla d'enemics, perquè estima que “llançar pedres no és la solució” i que racisme i sexisme no venen només dels blancs sinó també de les persones de color. Durant tota la seva vida, el racisme i el sexisme de la seva infantesa la persegueixen. Sovint li preguntaven les seves preferències o "lleialtats", que si les dones, o les persones de color, o les gais/lesbianes. La seva analogia amb Shiva és ben trobada, ja que decideix anar en contra d'aquestes convencions i entrar al seu propi món: Mundo Zurdo, el qual permet al JO de fer un treball més profund, a transcendir les normes de les convencions socials i, alhora, recrear el JO i la societat. Això és per Anzaldúa una espècie de religió, una que permet al JO tractar les injustícies que la societat tira a sobre seu, i ressorgir una persona millor, una persona més raonable.

### Borderlands/La Frontera: The New Mestiza
Anzaldúa és coneguda principalment per aquest llibre semiautobiogràfic, el qual parla de la seva vida transcorreguda en la frontera de Mèxic i Texas. Fou seleccionat un dels 38 millors llibres de 1987 per la revista literària Literary Journal. Borderlands examina la condició de les dones en la cultura chicana i llatina. Anzaldúa aborda diversos temes d'alta importància relacionats amb les experiències Chicanes: heteronormativitat, colonialisme, i dominació masculina. Dona una visió molt personal de l'opressió de les lesbianes Chicanes i explica les expectatives sobre el comportament segons el gènere que normalitza la submissió de les dones a l'autoritat dels homes en la comunitat. Desenvolupa la idea del “new mestiza” com a “nova consciència elevada” que trencarà barreres i lluitarà contra el model dual de gènere home/dona. La primera meitat del llibre són una sèrie d'assajos, els quals introdueixen una visió d'una vida d'aïllament i soledat en les zones frontereres entre les cultures. La segona meitat del llibre és poesia. En el llibre, Anzaldúa utilitza dues variacions d'anglès i sis variacions de castellà. La intenció és dificultar la lectura dels no bilingües, per tal que puguin entendre la frustració en la qual ella va créixer. La llengua fou una de les barreres que Anzaldúa tractarà des de petita, i volgué que els lectors entenguessin com n'és de frustrant quan hi ha barreres de llengua. El llibre dona sortida a la ràbia continguda i anima a estar orgullós del propi patrimoni i cultura.

## Espiritualitat
Anzaldúa es va descriure com una persona molt espiritual i va declarar haver experimentat quatre experiències místiques fora del seu cos durant la seva vida. En moltes de les seves obres, fa referència a la Virgen de Guadalupe (Nostra Senyora de Guadalupe), a les divinitats Nahuatl i Tolteca, i a la Yoruba orishás Yemayá i Oshún. El 1993, va lamentar-se que gran part dels acadèmics ignoressin els aspectes espirituals "insegurs" de Borderlands i deplorà les resistències generades envers aquesta part important de la seva obra. En les seves escriptures més tardanes, va desenvolupar els conceptes d'activisme espiritual i nepantleras per descriure diferents maneres de com els actors socials contemporanis poden combinar espiritualitat amb política per tal de promoure un canvi revolucionari.

## "Terrorisme lingüístic"
Anzaldúa sentia una forta connexió entre llengua i identitat. Fou consternada amb les persones que abandonaven la seva llengua materna per tal d'adaptar-se a la societat en la qual vivien. Creia que si les persones que eren criticades pels seus accents s'hi aferraven, eren individus forts. A Anzaldúa la renyaven sovint pel seu accent hispà inapropiat i creia que aquest era un aspecte important del seu patrimoni; per això, anomena el marcatge qualitatiu de llengua "terrorisme lingüístic." Va passar molt temps promovent l'acceptació de totes les llengües i accents. En un intent per exposar la seva postura en lingüística i etiquetes, Anzaldúa explicà "Mentre defenso posar Chicana, tejana, de classe treballadora, poeta, bollera i feminista, i escriptora teòrica davant del meu nom, també ho faig per raons que difereixen de les de la cultura dominant... De manera que el Chicana i lesbiana i totes les altres persones dins meu no són esborrades, omeses, o assassinades."

## Premis
- Before Columbus Foundation American Book Award (1986) - This Bridge Called My Back: Writings by Radical Women of Color[16]
- Nomination in the Lambda Lesbian Small Book Press Award (1991)
- Lesbian Rights Award (1991)
- Sappho Award of Distinction ((1992)
- National Endowment for the Arts Fiction Award (1991)
- American Studies Association Lifetime Achievement Award (Bode-Pearson Prize - 2001).
- A més, el seu llibre Borderlands/La Frontera: The New Mestiza va ser reconegut com un dels 38 millors llibres de 1987 per Library Journal i un dels 100 millors llibres del secle per ambdues revistes Hungry Mind Review i Utne Reader.

El 2012, va ser anomenada per Fòrum d'Igualtat com una de les 31 Icones del mes LGBT History Month

## Mort
Anzaldúa passà a millor vida el 15 de maig de 2004, a la seva casa de Santa Cruz a Califòrnia, d'unes complicacions causades per la diabetis. En aquell moment, estava treballant per la finalització de la seva tesi doctoral en literatura a la Universitat de Califòrnia, Santa Cruz. Aquesta li fou atorgat pòstumament en 2005.
Diverses institucions avui dia fan premis en la seva memòria.
El Chicana/o Latina/o Centre de Recerca (CLRC) de la Universitat de Califòrnia, Santa Cruz ofereix anualment el premi Gloria E. Anzaldúa Distinguished Lecture Award i l'Associació d'Estudis Americans elGloria E. Anzaldúa Award for Independent Scholars and Continget Faculty. Respecte de l'últim "...en honor de l'excepcional carrera d'Anzaldúa com a acadèmica independent i el seu treball com a professora adjunta, juntament amb les seves revolucionàries contribucions als estudis sobre dones de color i teoria queer. El premi inclou una afiliació permanent a l'ASA, una subscripció electrònica vitalícia a American Quarterly, cinc anys d'accés als recursos electrònics de la biblioteca de la Universitat de Texas a Austin, i 500 $".
El 2007, tres anys després de la mort de Gloria Anzaldúa, la Societat per l'Estudi de Gloria Anzaldúa (SSGA en anglès) es va crear per reunir acadèmics i membres de comunitat que continuen compromesos i compromeses amb la feina feta per Anzaldúa. El SSGA copatrocina una conferència - El Mundo Zurdo - cada 18 mesos.
El premi de poesia Gloria E. Anzaldúa és atorgat anualment, conjuntament amb l'Anzaldúa Literary Trust, a un/a poeta que explori com el lloc dona forma a la identitat, la imaginació, i la comprensió. Es valoren especialment poemes que exhibeixin múltiples vectors de pensament: artístic, teòric, i social, és a dir, polític. El primer premi es publica per Newfound, incloent-hi 25 còpies pel donant, i 500 $.

## Arxius
Anzaldúa publicà i deixa de publicar manuscrits entre altres documents d'arxiu, que formen part la Col·lecció Llatinoamericana Benson de la Universitat de Texas a Austin. Anzaldúa també mantenia una col·lecció de figuretes, màscares, relíquies, espelmes, i altres records usats com a objectes sagrats a la seva casa de Santa Cruz, Califòrnia. Aquests altares, com ella els deia, formaven part integral de la seva vida espiritual i procés creatiu com a escriptora. La col·lecció és actualment albergada pel departament de Col·leccions Especial de la Biblioteca Universitària a la Universitat de Califòrnia, Santa Cruz.

## Obra
- This Bridge Called My Back: Writings by Radical Women of Color (1981), New edition: Third Women Press, 2001 ISBN 0-943219-22-1
- Borderlands/La Frontera: The New Mestiza (1987), Aunt Lute Books. ISBN 1-879960-12-5
- Making Face, Making Soul/Haciendo Caras: Creative and Critical Perspectives by Feminists of Color, Aunt Lute Books (1990). ISBN 1-879960-10-9
- Interviews/Entrevistas (2000) ISBN 0-415-92503-7
- This Bridge We Call Home: Radical Visions for Transformation (2002), co-edited with AnaLouise Keating. Routledge. ISBN 0-415-93682-9
- The Gloria Anzaldúa Reader, edited by AnaLouise Keating. Duke University Press (2009) ISBN 978-0-8223-4564-0
- Light in the Dark/Luz en lo Oscuro: Rewriting Identity, Spirituality, Reality. Edited by AnaLouise Keating. Duke University Press (2015). ISBN 978-0-8223-6009-4

### Llibres infantils
- Prietita Has a Friend (1991)
- Friends from the Other Side/Amigos del Otro Lado (1995))
- Prietita y La Llorona (1996)
- La fea (1958)